# Jüdischer Friedhof (Hoch-Weisel)
Der Jüdische Friedhof Hoch-Weisel ist ein Friedhof im Ortsteil Hoch-Weisel der Stadt Butzbach im Wetteraukreis in Hessen.
Der 2218 m² große  jüdische Friedhof befindet sich südwestlich der geschlossenen Ortslage auf einer Anhöhe in einem Kiefernwald. Es sind nur noch wenige Grabsteine  vorhanden.

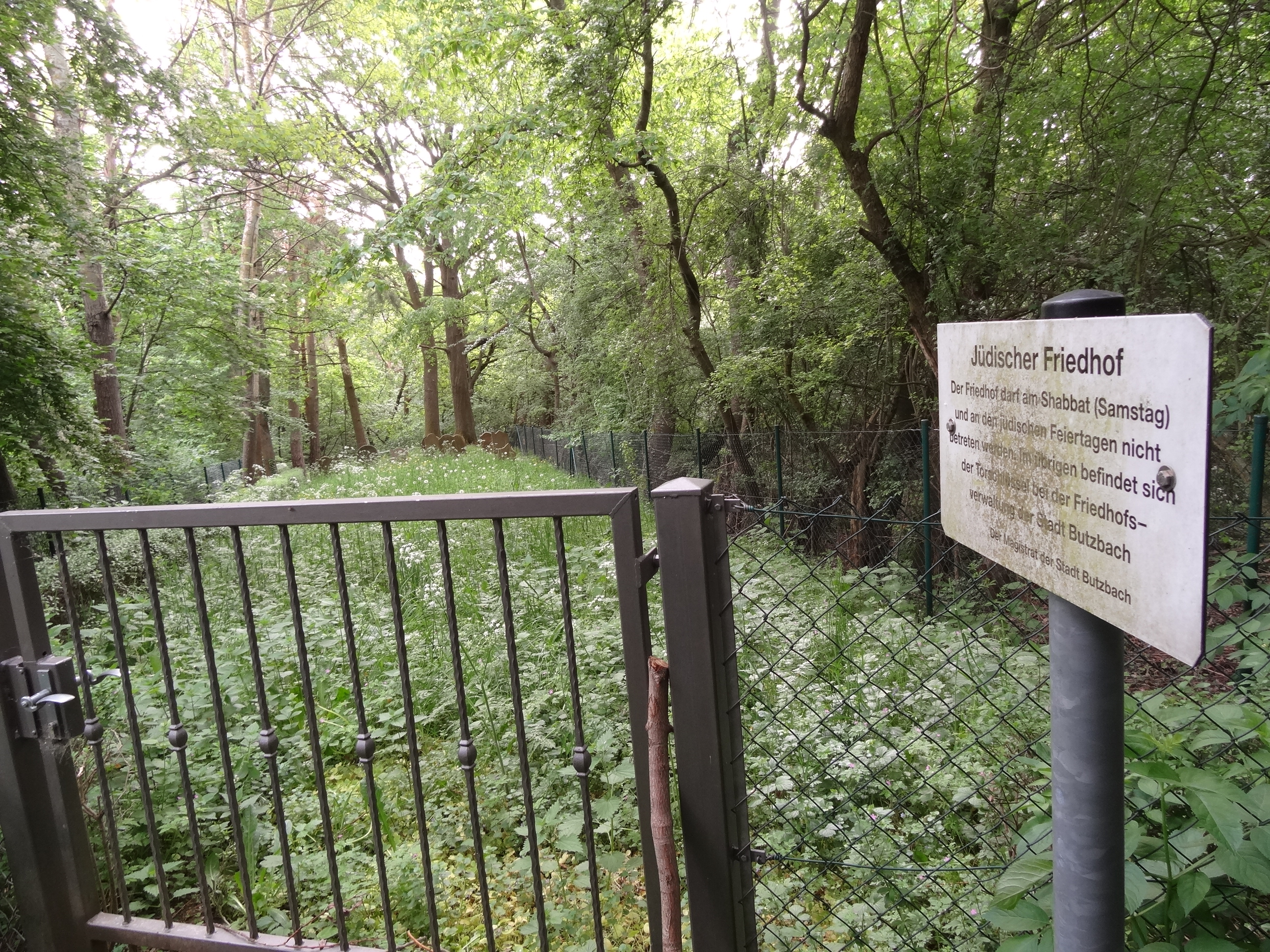
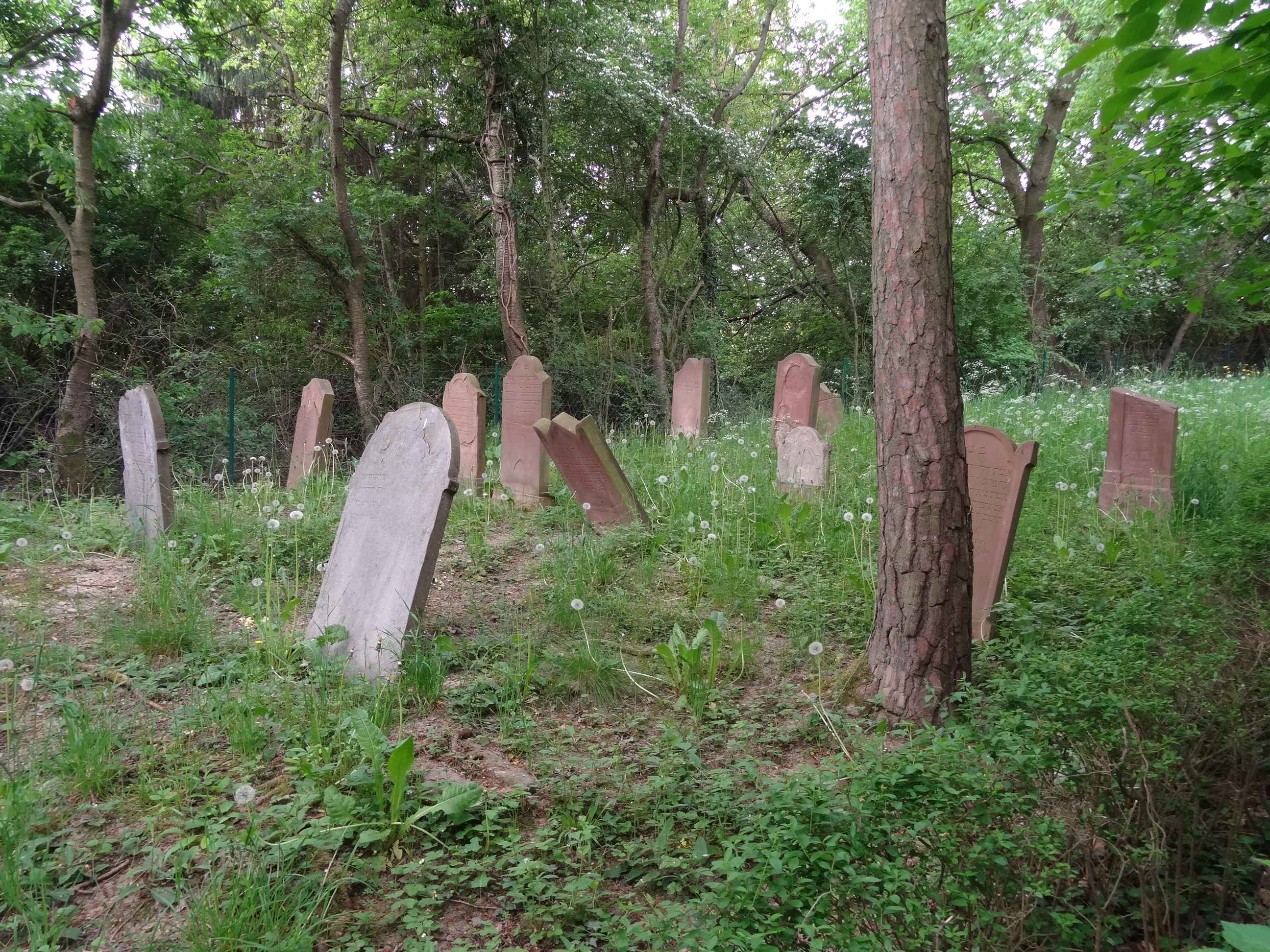
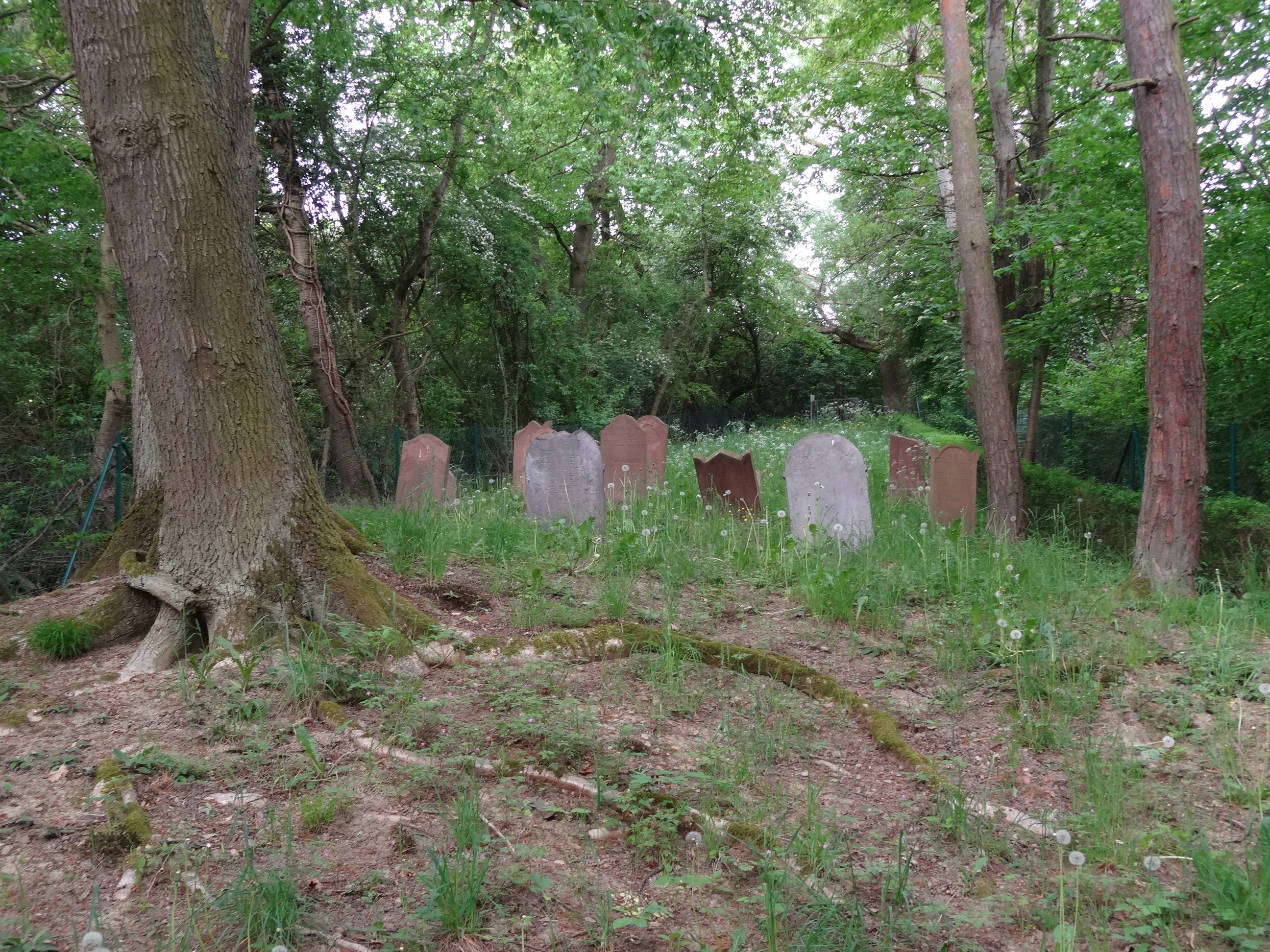

## Geschichte
Auf dem Friedhof wurden auch die jüdischen Verstorbenen aus Ostheim und Fauerbach beigesetzt. Dort fanden auch die jüdischen Verstorbenen aus Butzbach bis zur Anlage eines eigenen Friedhofes ihre letzte Ruhestätte.